# シンシナティ・ポップス・オーケストラ
シンシナティ・ポップス・オーケストラ（Cincinnati Pops Orchestra）は、アメリカ合衆国のオハイオ州シンシナティにあるポップス・オーケストラである。
1977年に、当時シンシナティ交響楽団の常任指揮者だったエリック・カンゼルにより夏のオフシーズンに始められ、現在まで続けられている。
メンバーはシンシナティ交響楽団の首席奏者を含まないほぼすべての団員によって構成されている。
レコーディングはテラーク・レーベルに映画音楽からミュージカル、純クラシック曲など様々な音楽を録音しており、いずれも優秀録音とあいまって好セールスを続けている。